# استعادة القسطنطينية
كانت استعادة القسطنطينية هي استعادة مدينة القسطنطينية من قِبل قوات إمبراطورية نيقية، مما أدى إلى إعادة تأسيس الإمبراطورية البيزنطية تحت حكم السلالة الباليولوجية، بعد فترة 57 عامًا حيث كانت المدينة عاصمة الإمبراطورية اللاتينية التي نصبتها الحملة الصليبية الرابعة عام 1204.

## خلفية
بعد انتصاره في معركة بيلاغونيا عام 1259، تُرك إمبراطور نيقية، ميخائيل الثامن باليولوج، حرًا لمتابعة استعادة القسطنطينية وإحياء الإمبراطورية البيزنطية: تم قطع الإمبراطورية اللاتينية الآن عن أي مساعدة، من أي منهما الدول اللاتينية في اليونان أو من منافس نيقية اليونانيين، ديسبوتية إبيروس. في عام 1260، هاجم ميخائيل باليولوج القسطنطينية، حيث كان أحد الفرسان اللاتينيين أسيرًا في بيلاغونيا، وكان منزله في أسوار المدينة، قد وعد بفتح بوابة لقوات الإمبراطور. لقد فشل في القيام بذلك، وشن باليولوج هجومًا فاشلاً على غلطة بدلاً من ذلك. لتعزيز خططه، أبرم ميخائيل تحالفًا مع جنوة في مارس 1261، وفي يوليو 1261، مع انتهاء الهدنة التي استمرت عامًا واحدًا بعد أن اقترب هجوم نيقية الفاشل من نهايته، تم إرسال الجنرال ألكسيوس ستراتيغوبولوس قوة صغيرة متقدمة قوامها 800 جندي (معظمهم من الكومان) لمراقبة البلغار وتجسس دفاعات اللاتين.

## استعادة القسطنطينية
عندما وصلت قوة نيقية إلى قرية سيليمبريا، حوالي 30 ميل (48 كـم) غرب القسطنطينية، علموا من بعض المزارعين المحليين المستقلين (ثيلمتاريوي) أن الحامية اللاتينية بأكملها، وكذلك الأسطول البندقي، كانوا غائبين عن شن غارة على جزيرة دافنوسيا في نيقية. تردد ستراتيغوبولوس في البداية في الاستفادة من الموقف، حيث قد يتم تدمير قوته الصغيرة إذا عاد الجيش اللاتيني في وقت قريب جدًا، ولأنه سيتجاوز أوامر الإمبراطور، لكنه قرر في النهاية أنه لا يمكنه إهدار مثل هذه الفرصة الذهبية لاستعادة المدينة.
في ليلة 24-25 يوليو 1261، اقترب ستراتيغوبولوس ورجاله من أسوار المدينة واختبأوا في دير بالقرب من بوابة الربيع. أرسل ستراتيغوبولوس مفرزة من رجاله ، بقيادة بعض ثيلمتاريوي، ليشقوا طريقهم إلى المدينة عبر ممر سري. هاجموا الأسوار من الداخل، وفاجأوا الحراس وفتحوا البوابة، مما أعطى القوة النيقية لدخول المدينة. تم أخذ اللاتين غير مدركين تمامًا، وبعد صراع قصير، سيطر النيقيون على الأسوار. مع انتشار الأخبار في جميع أنحاء المدينة، سارع السكان اللاتينيون و‌بالدوين الثاني، على عجل إلى موانئ القرن الذهبي، على أمل الهروب عن طريق السفن. في الوقت نفسه، أضرم رجال ستراتيغوبولوس النار في مباني ومستودعات البندقية على طول الساحل لمنعهم من الهبوط هناك. بفضل وصول الأسطول البندقي العائد في الوقت المناسب، تمكن العديد من اللاتين من الإخلاء إلى الأجزاء التي لا تزال تحت سيطرة اللاتين في اليونان، لكن المدينة ضاعت منهم.

## ما بعد الاستعادة
أشارت استعادة القسطنطينية إلى استعادة الإمبراطورية البيزنطية، وفي 15 أغسطس، يوم رقاد والدة الإله، دخل الإمبراطور ميخائيل الثامن المدينة منتصرًا وتوج في آيا صوفيا. حقوق الإمبراطور الشرعي، يوحنا الرابع لاسكاريس، الذي كان بالايولوغوس ظاهريًا يحكمه كوصي، ونحى جانبا، وكان الشاب أعمى وسجنوا.